# キンタマ千本くじ
キンタマ千本くじ（キンタマせんぼんくじ）は日本のスポーツ競技である。縁日などで見られる、景品を括った紐の束から紐を一本引く千本くじ(千本引き)をヒントに、2018年ニューウォッチプロダクションによって考案されたオリジナル競技。
運的要素が勝敗の30％ほどを占め、肉体的な強さを必要とせず、年齢や健康状態にかかわらずすべての人々が楽しむことのできるスポーツ競技である。
一般的にはレクレーション、パーティーゲームともとれる。
2020年4月17日に有名Youtuberの東海オンエアのYoutubeチャンネル内の動画で見事に再現され一躍脚光を浴びる。
それまでの再生数は不明であるが配信元のニューウォッチプロダクションチャンネル内の他の動画に比べると爆発的に再生数が伸びている。
Youtubeの規約の問題か「金玉千本くじ」→「キンタマ千本くじ」→「キ〇タマ千本くじ」などと表記が違うものが存在している。
親子で楽しむ用として「キ○タマせんぼんくじこうしきルール(おこさまよう・おやこでたのしめるあんしんていねいバージョン)」も紹介されている。

## 概要
股間から出ている5本のロープのうち、金玉に括りつけられている1本のロープを先に引き当てた方が勝利。知力・気力・時の運を必要とする新しい形のスポーツ競技。

## 道具
黒龍
公式ロープ
児童養護施設
専用ユニフォーム。スカートタイプで赤と青がある。王者専用の金色も存在する。
イノセントワールド
競技用会議テーブル。
神様の機嫌
表裏赤青のコイン。
真実の壁
仕切り板。
JKA(全日本キンタマ千本くじ協会)Tシャツ
東海オンエアのてつやとしばゆーは別動画でも度々着用している。

## ルール
通常の勝負は一対一で行われる。当たりロープをキンタマに括りつけた状態で入場。互いに「礼」をしたのち、レフェリーチェックに入る。この時、レフェリーは公平さを保つため、その数120とも言われる項目を瞬時にチェックしなくてはならない。競技台に着席すると、マネーチャンスの行使を選手に問う。（大会によって行われない場合もある）レフェリーが仕切り板を置き「セット」開始。セットとは、選手それぞれがダミーのロープ4本を股間に加えて相手に見られないようフォーメーションを組むことを言う。レフェリーから「エンドオブセット」の声がかかると仕切り板が外され「コイントス」で先攻後攻を決める。（マネーチャンス適用の際は省略される）「サーチ」で引くロープを選び「ロックオン」で決定。ひとたびロックオンを告げると、いかなる場合も選び直しができない。5秒のカウントダウンをした後「アタック」でロープを一気に引っ張る。当たりを引けなかった場合は攻守交替。以上を繰り返し、先にあたりロープを引いた者を勝者とする。いかなる決着があろうとも、試合後は必ず「礼」で終えなければならない。

### マネーチャンス
以下のオプションを購入する制度。
回数上限や金額は大会によって異なる。また、オリジナルオプションが適用される場合もある。
1. リデュース - 相手のロープを減らすことができる。
2. ターン - 先攻後攻を決めることができる。
3. カラーチェンジ - 座り位置を変えることができる。

## 組織と大会
大会運営は「全日本キンタマ千本くじ協会」が行う。
2020年2月「キンタマ千本くじ全日本選手権」開催（東京・阿佐ヶ谷ロフトA）